# Чубар Влас Якович
Вла́с Я́кович Чу́бар (10 [22] лютого 1891, Федорівка, нині Пологівський район, Запорізька область — 26 лютого 1939, Москва, СРСР) — радянський державний і партійний діяч, довголітній голова Ради Народних Комісарів УСРР, виконавець Голодомору в Україні (1932—1933).
Член ЦК КП(б)У в березні 1920 — травні 1937 р. Кандидат у члени Політбюро ЦК КП(б)У з 21 травня по 23 листопада 1920 року. Член Організаційного бюро ЦК КП(б)У з 5 вересня по листопад 1920 року. Член Політичного бюро ЦК КП(б)У 23 листопада 1920 — травні 1922 р. і у квітні 1923 — червні 1934 р. Кандидат у члени ЦК РКП(б) в березні — серпні 1921 р. Член ЦК ВКП(б) в серпні 1921 — листопаді 1938 р. Кандидат у члени Політичного бюро ЦК ВКП(б) в листопаді 1926 — лютому 1935 р. Член Політичного бюро ЦК ВКП(б) в лютому 1935 — червні 1938 р. Депутат Верховної Ради СРСР 1-го скликання (1937—1939).

## Життєпис
Народився в с. Федорівка (Олександрівський повіт, Катеринославська губернія, Російська імперія, нині Пологівський район Запорізької області, Україна) в бідній селянській родині. З 1897 по 1902 рік навчався в Федорівській церковнопарафіяльній школі. З 1902 по 1904 рік був учнем Федорівської вищої двокласної земської школи.
З вересня 1904 року навчався в Олександрівському середньому семикласному механіко-технічному училищі в місті Олександрівську (тепер Запоріжжя).
Брав участь у революції 1905—1907. У грудні 1905 року організовував бойові дружини в селі Федорівці. Член РСДРП(б) з 1907 року.
У червні 1911 року закінчив Олександрівське механіко-технічне училище.
У вересні 1911 — вересні 1912 року — розмітник котельної Краматорського машинобудівного заводу на станції Краматорська Південної залізниці. У 1912 році заарештований за революційну діяльність, але незабаром звільнений. У грудні 1912 — листопаді 1913 року — приймальник котельних робіт, водопровідник Маріупольського металургійного заводу в місті Маріуполі. У грудні 1913 — травні 1915 року — помічник майстра котельного цеху із складання Московського ковальсько-котельного заводу А. В. Барі.
У травні 1915 року був мобілізований до Російської імператорської армії. У грудні 1915 року Чубаря як кваліфікованого робітника відряджають на військовий завод до Петрограда. У грудні 1915 — листопаді 1917 року — токар електромайстерні Петроградського гарматного заводу в Петрограді.
Брав активну участь у російській революції 1917: наприкінці лютого 1917 року обраний начальником заводської міліції Петроградського гарматного заводу, в травні 1917 року обраний головою заводського комітету Петроградського гарматного заводу, з червня 1917 року був членом Центральної ради фабрично-заводських комітетів Петрограда, 27 вересня 1917 року обраний відповідальним секретарем Центральної ради фабрично-заводських комітетів Петрограда; 28 вересня 1917 року став представником Центральної ради фабрично-заводських комітетів Петрограда у виконавчому комітеті Петроградської ради робітничих і солдатських депутатів. 29 жовтня 1917 року призначений комісаром Військово-революційного комітету в Головному артилерійському управлінні Петрограда.
5 грудня 1917 року обраний членом Виконавчого бюро Вищої Ради Народного Господарства (ВРНГ) РСФРР. З березня 1918 по квітень 1922 рік — член Президії Вищої Ради Народного Господарства (ВРНГ) РСФРР. Одночасно у жовтні 1918 — жовтні 1919 року — голова правління Державного об'єднання машинобудівних заводів (ДОМЗ) ВРНГ РСФРР. У грудні 1918 року відряджений Президією ВРНГ на Сормовський машинобудівний завод. У 1918—1920 роках — голова Головного управління промисловості металовиробів «Головметал», начальник транспортного відділу ВРНГ РСФРР.
У лютому 1919 року відряджений Президією ВРНГ РСФРР в Україну для встановлення зв'язку між ВРНГ РСФСР і ВРНГ УССР та їх виробничими органами. У квітні 1919 року відряджений на Бежицький завод Брянської губернії. З липня по жовтень 1919 року перебував на Уралі (у В'ятській, Пермській, Єкатеринбурзькій, Уфимській губерніях), керував відбудовою промисловості.
З грудня 1919 року знову працював в Україні: був уповноваженим, головою Бюро ВРНГ РСФРР при Всеукраїнському революційному комітеті. У січні — 1 грудня 1920 року — голова Організаційного бюро для відбудови промисловості України (Промбюро УСРР). 5 лютого 1920 року введений до складу Всеукраїнського революційного комітету. З 13 липня 1920 року — заступник голови Ради народних комісарів Української СРР.
З 1 грудня 1920 (затверджений 2 січня 1921) по 13 грудня 1921 року — голова Української Ради Народного Господарства в місті Харкові. З 21 грудня 1921 (приступив до виконання обов'язків 11 січня 1922) по липень 1923 року — голова і керуючий Центрального правління кам'яновугільної промисловості Донбасу в місті Артемівську.
З 15 липня 1923 до 25 квітня 1934 року — голова Ради народних комісарів Української СРР (одночасно, з 6 липня 1923 по 21 травня 1925 року — заступник голови Ради Народних Комісарів СРСР). На цій посаді відстоював інтереси республіки проти централістичних тенденцій Москви[джерело?], але одночасно виступав проти речників українського відродження О. Шумського і М. Хвильового. Як слухняний виконавець планів більшовицької партії, проводив в Україні авантюристичну політику «комуністичного штурму» у промисловості, Індустріальна гонка і форсування темпів індустріалізації, яку за дорученням Москви реалізовував Чубар, призвели до істотного зубожіння основної маси населення України.
Одночасно був головою Всеукраїнської ради Товариства сприяння обороні (ТСО) Авіяхему.
У жовтні 1932 призначений відповідальним за виконання хлібозаготівель у Дніпропетровській області.
З 24 квітня 1934 по 4 липня 1938 року — заступник голови Ради Народних Комісарів СРСР (з 24 квітня 1934 по 28 квітня 1937 року — також заступник голови Ради Праці і Оборони СРСР). Одночасно, з 16 серпня 1937 до 19 січня 1938 року — народний комісар фінансів СРСР.
У червні — липні 1938 року — начальник Солікамського будівництва ГУЛАГа НКВС СРСР в місті Солікамську Свердловської області, але до роботи не приступив, 4 липня 1938 року арештований органами НКВС.
26 лютого 1939 року засуджений до страти і того ж дня розстріляний. Похований на Донському кладовищі Москви.
Після смерті Сталіна 24 серпня 1955 року реабілітований, а 27 вересня 1955 року посмертно відновлений у членах КПРС.
13 січня 2010 року Апеляційний Суд міста Києва визнав Чубаря винним в організації Голодомору та постановив наступне: «Підстав для реабілітації Чубаря Власа Яковича немає».